# Mobile PCI Express Module
Mobile PCI Express Module (MXM) – standard złącza kart graficznych w komputerach przenośnych, oparty na magistrali PCI Express. Stworzenie MXM miało na celu umożliwienie łatwego upgradeu procesora graficznego w laptopach.

## Typy złącza
| Typ MXM | Szerokość | Długość | Liczba styków | Kompatybilność |
| ------- | --------- | ------- | ------------- | -------------- |
| MXM-I   | 70mm      | 68mm    | 230           | I              |
| MXM-II  | 73mm      | 78mm    | 230           | I, II          |
| MXM-III | 82mm      | 100mm   | 230           | I, II, III     |
| MXM-HE  | 82mm      | 100mm   | 232           | I, II, III, HE |

Złącze mxm2 nie jest kompatybilne z mxm3 i na odwrót